# Tiny Love
Tiny Love  è un singolo del cantante britannico Mika, pubblicato il 16 agosto 2019 come secondo estratto dal quinto album in studio My Name Is Michael Holbrook.

## Video musicale
Il videoclip, pubblicato sul canale ufficiale YouTube del cantante, è stato pubblicato lo stesso giorno.